# Фрювальд, Томаш
То́маш Фрю́вальд (словац. Tomáš Frühwald; 23 сентября 2002, Банска-Бистрица) — словацкий футболист, вратарь клуба «Богемианс 1905».

## Клубная карьера
Первые футбольные шаги начал делать в академии клуба «Дукла» (Банска-Бистрица), где выступал с 2012 по 2017 год. В последующие годы проходил подготовку в молодежных командах клубов «Железиарне», «Нитра» и «Ружомберок».
В основной состав «Ружомберока» был переведён в 2021 году. Дебютировал в чемпионате Словакии 21 мая 2022 года в матче против клуба «Середь». В сезоне 2023/24 провёл 34 матча в лиге и помог команде завоевать кубок Словакии. Также выступал в еврокубках, включая отборочные раунды Лиги конференций.
5 сентября 2024 года стал игроком пражского клуба «Богемианс 1905». Контракт подписан до июня 2028 года. За первую половину сезона 2024/25 отыграл 11 матчей в чемпионате Чехии, в нескольких из которых сохранил свои ворота в неприкосновенности.

## Карьера в сборной
В сборные Словакии вызывался с юношеского возраста. В 2018 году дебютировал за сборную до 16 лет. С 2023 года регулярно выступает за молодёжную сборную Словакии, за которую провёл несколько матчей в рамках отборочных турниров и товарищеских встреч.
4 июня 2025 года был включен в окончательную заявку молодёжной сборной на молодёжный чемпионат Европы 2025.

## Достижения
«Ружомберок»
- Обладатель Кубка Словакии: 2023/24